# ヤエベニシダレ
ヤエベニシダレ（八重紅枝垂 Cerasus itosakura ‘Plena-rosea’ Miyoshi (Synonym : Cerasus spachiana Lavalee ex H.Otto f. spachiana ‘Yaebenishidare’, Prunus spachiana ‘Plena Rosea’ , Prunus pendula Maxim., 1884 ‘Plena Rosea’) はバラ科サクラ属のサクラ。エドヒガンから誕生した日本原産の栽培品種の八重咲きのヤエザクラで、花色が濃い紅色のシダレザクラである。「エンドウザクラ（遠藤桜）」「センダイヤエシダレ（仙台八重枝垂）」「センダイコザクラ（仙台小桜）」「ヘイアンベニシダレ（平安紅枝垂）」とも呼ばれる。

## 特徴

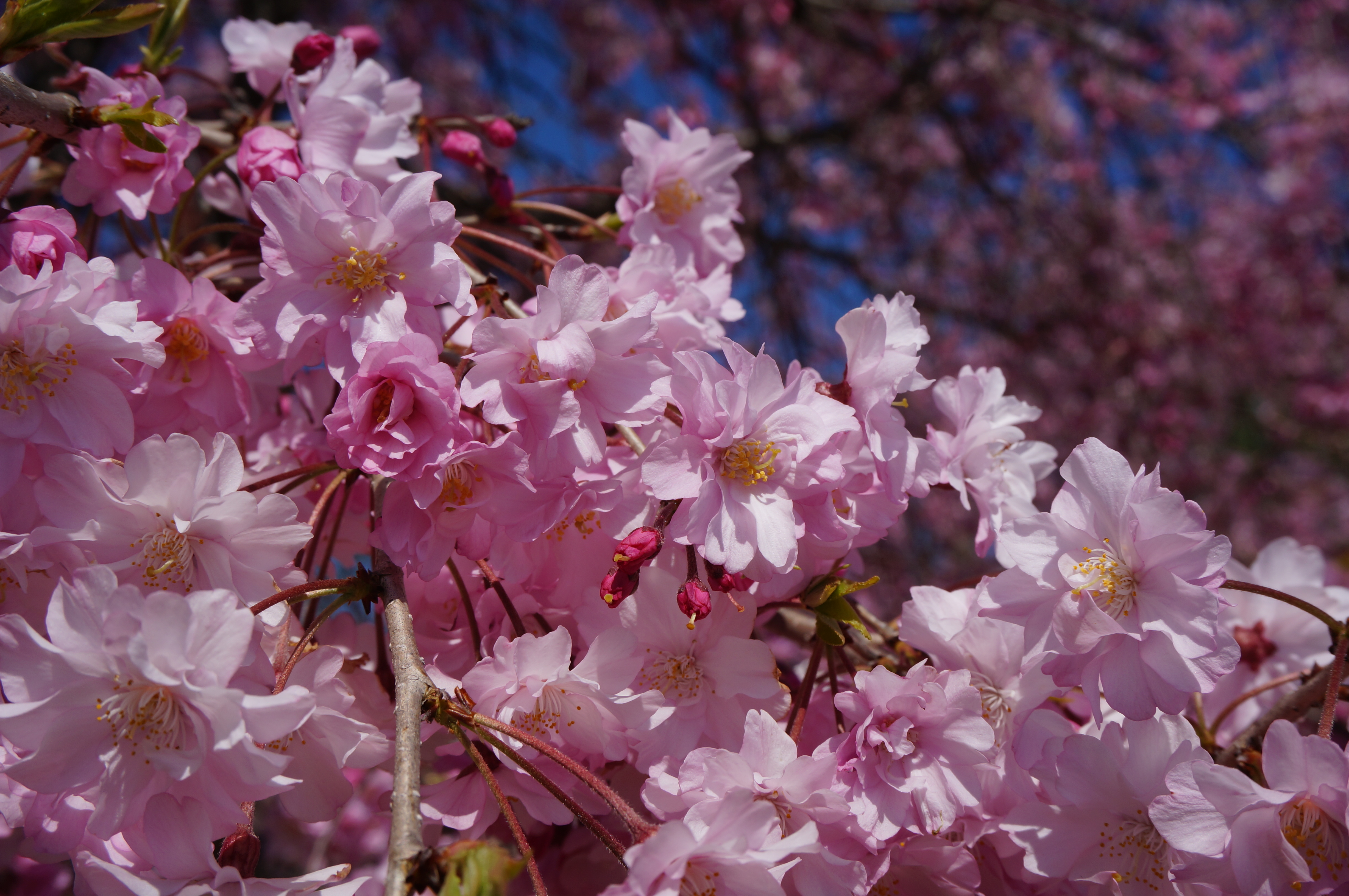
花は八重咲きで紅色で葉に先行して咲く（埼玉県熊谷市別府沼公園にて）

日本においてはヤエザクラの中ではカンザンと並んで最も一般的な品種である。樹高が5m程度の亜高木、もしくは8m以上の高木で、樹形は枝垂れ状。八重咲きで小輪の花を咲かせ、花弁の色は紅色。エドヒガンの特質を受け継いでいるため開花は葉に先行する。蕾は2～2.5cmで散形状に2～3個付ける。萼筒は濃紅紫色で太い壷形をしており毛が多い。花弁は15～20個で楕円形でややねじれており平開しない。蕾から花弁が展開するにつれて花色が濃紅紫色から淡紅紫色へと変化する。このため遠目には5分咲きから7分咲きの頃に紅の色が最も濃くなり、その後次第に淡い色へと変化するように見える。八重咲きはおしべやめしべが花弁に変化してできると考えられているが、ヤエベニシダレのおしべとめしべの数は一重咲きのものとさほど変わらないのも特徴。花期はシダレザクラやベニシダレと比べてやや遅く、東京では4月中旬頃。日本では東北地方以南が適地であるが、北海道・道南でも栽培は可能とされる。

## 名称・由来
江戸時代から栽培されている品種で、松岡玄達の「怡顔斎桜品（いがんさいおうひん）」（1758年（宝暦8年））には「千弁糸桜」として描かれている。
明治時代になると、仙台市長であった遠藤庸治が仙台市内に積極的に植樹して増殖させ、その子孫樹を各地に贈って普及に努めた。このため「遠藤桜」あるいは「仙台八重枝垂」「仙台小桜」とも呼ばれる。現在でも仙台都市圏各地でよく見られ、東北地方以南の日本各地に名所がある。なお、遠藤が植え増やしたヤエベニシダレの由来は、京都御所から鹽竈神社（仙台市に隣接する塩竈市にある）に下賜されたものとも、京都の近衛家の庭にあったものとも言われる。
ヤエベニシダレは「伊達家の桜」とも言われるが、榴岡公園（仙台市宮城野区）の「仙台枝垂桜」の由来と混同されている可能性がある。元禄年間に第4代仙台藩主伊達綱村は、生母の三沢初子の霊を弔うため、現在の榴岡公園にあたる地に釈迦堂を建て、花色が白や薄紅で一重咲きのシダレザクラ1000本を京都から取り寄せて植えた。これらのシダレザクラは「仙台枝垂桜」と呼ばれ、江戸時代から現在まで桜の名所である。遠藤はこの榴岡公園にもヤエベニシダレを植えており、園内ではヤエベニシダレと仙台枝垂桜が混在しているため、ヤエベニシダレの普及と共に、ヤエベニシダレの由来が榴岡公園の仙台枝垂桜の由来と混同された可能性が提起されている。
なお、東北地方には日本を代表する桜の巨木で、日本三大桜の一つに数えられる「三春滝桜」があるが、この桜はエドヒガン系の紅枝垂桜となっている。
遠藤は、1895年（明治28年）創建の平安神宮にもヤエベニシダレを献上しており、現在、境内の300本の桜の内、ヤエベニシダレは半数の150本を数える。特に、本殿の背後にある庭園「神苑」のヤエベニシダレの並木は例年ライトアップされ、夜陰に浮かび上がる桜、そして、池に映り込む桜の美しさにより、多くの観光客を惹き付けている。また、平安神宮のヤエベニシダレは、谷崎潤一郎の「細雪」や川端康成の「古都」にも登場するほど著名で、関西地方ではヤエベニシダレを「ヘイアンベニシダレ（平安紅枝垂）」とも呼ぶ。

## 名前の付けられたヤエベニシダレ
- 「志賀桜」（北里大学名誉教授小倉治夫命名）

北里研究所正門右のコッホ・北里祠の前にあるヤエベニシダレ。志賀潔（赤痢菌の発見者。当時部長）が、1914年（大正3年）の同研究所創設時に、生まれ故郷の仙台から移植した30数本のヤエベニシダレの生き残りの2本。
- 「チェリーバウアー (Cherry Bauer)」

仙台市立台原小学校にあるヤエベニシダレ。同校出身の荒川静香が、2006年（平成18年）トリノオリンピック女子シングル金メダルに輝いたことを記念して植樹された。記念碑は2007年（平成19年）3月に設置され、2008年（平成20年）12月23日に荒川臨席のもと除幕式を行った。「チェリーバウアー」の名称は、桜を意味する英語の「チェリーブラッサム (cherry blossom)」と、荒川の得意技の「イナバウアー (Ina Bauer)」がヤエベニシダレの枝振りと似ていることから、これらを合成して造語した。

## 派生種
- センダイヨシノ（仙台吉野）

1900年（明治33年）、宮城県師範学校の坂庭清一郎が、ヤエベニシダレを母、ソメイヨシノを父として交配させて誕生させた。原木が東北大学植物園にある。
- マイヒメ（舞姫）

1998年（平成10年）に公益財団法人日本花の会が播種したヤエベニシダレの実生から誕生した栽培品種。2011年（平成23年）に種苗法により品種登録された。原木は同会結城農場・桜見本園にある。